# 华盛顿广场 (小说)
《华盛顿广场》（英語：Washington Square）是作家亨利·詹姆斯发表于1880年的中篇小说，改编自范妮·肯布尔告诉他的一则亲戚的故事。

## 简介
该书曾在《哈普斯月刊》連載。该小说为一部悲喜剧，陈述了父女—情人之间的矛盾。据说该小说由真实事件启发而来。由于其结构清晰，行文优雅，且聚焦于家庭于婚姻关系，该小说常被评论家与 简·奥斯丁的作品相提并论。由于作者本人并不崇仰 简·奥斯丁，因此也不认为这样的评论是一种褒赞。事实上，詹姆士本人曾透露自己并不看好《华盛顿广场》这部作品，也没有将此作品收录到他1907-09纽约版的小说集里。

## 人物
- 凯瑟琳.斯洛普 小姐 （主人公）
- 斯洛普 医生 （凯瑟琳的父亲）
- 拉维尼娅 阿姨 （凯瑟琳的阿姨）
- 毛利斯.汤森（追求者）